# Giulio Boschi
Pour les articles homonymes, voir Boschi.
Giulio Boschi (né le 2 mars 1838 à Pérouse et mort le 15 mai 1920 à Rome) est un cardinal italien du début du XXe siècle.

## Biographie
Giulio Boschi est nommé évêque de Todi en 1888 et archevêque de Ferrare en 1900.
Le pape Léon XIII le crée cardinal lors du consistoire du 15 avril 1901. Il est ensuite évêque de Comacchio en 1909.
Le cardinal Boschi est camerlingue du Sacré Collège en 1920. Il participe au conclave de 1903 (élection du pape Pie X) et à celui de 1914 (élection de Benoît XV).

### Source
- Fiche du cardinal Giulio Boschi sur le site fiu.edu